# Rodger Corser
Rodger Corser, né le 28 février 1973 dans l'État de Victoria, est un acteur australien. Il est notamment connu pour son rôle de Lawson Blake dans la série Rush,  celui de John Doe / William Blackburn dans la série Glitch, et celui de Hugh Knight dans la série Doctor Doctor.

## Biographie
Rodger Corser est diplômé de l'Université Deakin en 1996. Il manifeste dans un premier temps plus d'intérêt pour la musique que la comédie. C'est en tant qu'acteur que sa carrière va démarrer en décrochant son premier rôle dans la comédie musicale Rent en 1998. En 2000, il joue son premier rôle au cinéma en interprétant Sararmago dans la série BeastMaster. Faut attendre 2005, qu'il joue son premier rôle principal au cinéma en interprétant Adam Logan dans la série Last Man Standing (en).
Entre 2008 et 2011, il incarne le sergent-détective Lawson Blake dans la série Rush,. L'année suivante, en 2012, il fait partie du casting de la série Puberty Blues où il incarne Ferris Hennessey. De 2015 à 2019, il décroche un rôle de premier plan dans la série Glitch dans le rôle de John Doe / William Blackburn.
En 2016, il connaît un autre succès en enfilant à nouveau le costume de médecin pour jouer le rôle principal de la série télévisée Doctor Doctor, une production diffusée sur le réseau Nine Network. Ce show suit le quotidien du docteur Hugh Knight,. Cette série est également mainte fois cité, lors de cérémonies de remises de prix. Il est nommé trois fois au Gold Logie Award (en) de la personnalité la plus populaire à la télévision australienne en 2017, 2018 et 2019.
Le 10 juin 2021, il rejoint Today Extra (en) en tant que co-animateur.

## Vie privée
Sa fille aînée, Zipporah Mary, est née en 2002 de sa précédente relation avec la chanteuse Christine Anu. Rodger Corser s'est marié à Renae Berry le 26 octobre 2007. Ils sont les parents de trois enfants, Budd Kenlie Frederick (né en août 2010), Cilla Juin (née en février 2012) et Dustin (né le 27 juillet 2015).

## Filmographie

### Cinéma

#### Longs métrages
- 2007 : Let Me Not de Ron et Ruth Brown : Alex
- 2011 : Burning Man de Jonathan Teplitzky (en) : Jack
- 2011 : The Cup (en) de Simon Wincer : Jason McCartney
- 2014 : Love Is Now de Jim Lounsbury : Officier Richards

#### Courts métrages
- 2007 : Passing Through de Greg Durbin : Julian
- 2009 : Before Sundown de Toby Morris : Père
- 2019 : Rocky & Me de Johanna Garvin : Papa

### Télévision

#### Séries télévisées
- 2000 : BeastMaster, le dernier des survivants : Sararmago (1 épisode)
- 2001 : Brigade des mers : Inspecteur George Newhouse (4 épisodes)
- 2001-2004 : Le Ranch des McLeod : Peter Johnson (19 épisodes)
- 2003-2004 : Stingers : Unité secrète : Karl De Groot (2 épisodes)
- 2005 : Last Man Standing (en) : Adam Logan (rôle principal - 22 épisodes)
- 2006-2007 : Summer Bay : Dr Hugh Sullivan (28 épisodes)
- 2007 : Starter Wife : Larry Hamill (2 épisodes)
- 2008 : Underbelly : Steve Owen (rôle principal - 13 épisodes)
- 2008-2011 : Rush : Lawson Blake (rôle principal - 70 épisodes)
- 2009 : Recruits (en) : Narrateur (voix)
- 2010-2011 : Spirited (en) : Steve Darling (rôle principal - 18 épisodes)
- 2011 : Recruits: Paramedics (en) : Narrateur (voix)
- 2012-2014 : Puberty Blues : Ferris Hennessey (rôle principal - 15 épisodes)
- 2013 : Paper Giants: Magazine Wars (en) : Harry M. Miller (2 épisodes)
- 2013 : Camp : Roger Shepherd (rôle principal - 10 épisodes)
- 2014 : Party Tricks (en) : David McLeod (rôle principal - 6 épisodes)
- 2015 : Miss Fisher enquête : Capitaine Lyle Compton (1 épisode)
- 2015-2019 : Glitch : John Doe / William Blackburn (rôle principal - 18 épisodes)
- 2015 : The Beautiful Lie (en) : Xander Ivin (rôle principal - 6 épisodes)
- 2016 : The Doctor Blake Mysteries (en) : Frank Carlyle (7 épisodes)
- 2016-2021 : Doctor Doctor : Hugh Knight (rôle principal - 48 épisodes)
- 2022 : Le Sauvetage de l'impossible : Richard Harris (2 épisodes)

## Distinctions
| Année | Prix                                | Catégorie                                                                               | Série         | Résultat   |
| ----- | ----------------------------------- | --------------------------------------------------------------------------------------- | ------------- | ---------- |
| 2011  | 9e cérémonie des ASTRA Awards (en)  | Meilleur acteur                                                                         | Spirited (en) | Nomination |
| 2017  | 59e cérémonie (en) des Logie Awards | Gold Logie Award (en) de la personnalité la plus populaire à la télévision australienne | Doctor Doctor | Nomination |
| 2017  | 59e cérémonie (en) des Logie Awards | Acteur le plus populaire                                                                | Doctor Doctor | Nomination |
| 2017  | 59e cérémonie (en) des Logie Awards | Meilleur acteur                                                                         | Doctor Doctor | Nomination |
| 2018  | 60e cérémonie (en) des Logie Awards | Gold Logie Award (en) de la personnalité la plus populaire à la télévision australienne | Doctor Doctor | Nomination |
| 2018  | 60e cérémonie (en) des Logie Awards | Acteur le plus populaire                                                                | Doctor Doctor | Nomination |
| 2018  | 60e cérémonie (en) des Logie Awards | Meilleur acteur                                                                         | Doctor Doctor | Nomination |
| 2019  | 61e cérémonie (en) des Logie Awards | Gold Logie Award (en) de la personnalité la plus populaire à la télévision australienne | Doctor Doctor | Nomination |
| 2019  | 61e cérémonie (en) des Logie Awards | Acteur le plus populaire                                                                | Doctor Doctor | Nomination |
| 2022  | 62e cérémonie (en) des Logie Awards | Acteur le plus populaire                                                                | Doctor Doctor | Nomination |

 Sauf indication contraire, les informations mentionnées dans cette section peuvent être confirmées par la base de données cinématographiques IMDb,  présente dans la section « Liens externes ».